# Južnokitajski kras
Južnokitajski kras (poenostavljeno kitajsko: 中国 南方 喀斯特; tradicionalno kitajsko: 中國 南方 喀斯特; pinjin: Zhōngguó Nánfāng Kāsītè), ki je na Unescovem seznamu svetovne dediščine, je eden najspektakularnejših primerov vlažnih tropskih do subtropskih kraških pokrajin. Gre za serijsko območje, ki se razprostira po provincah Čongčjing (重庆市, Chungking, Ch'ung-ch'ing), Guangši (Avtonomna pokrajina Guangši-Džuang (Guǎngxī Zhuàng Zìzhìqū, 广西壮族自治区), Guidžou (贵州省, Guìzhōu Shěng) in Junan (云南省, Yúnnán Shěng) in obsega 97.125 hektarjev. Odlikujejo ga različne kraške značilnosti (stolpi, konice in stožci, skupaj z drugimi spektakularnimi značilnostmi, kot so naravni mostovi, soteske in veliki jamski sistemi) in pokrajine ter bogata biotska raznovrstnost. Južnokitajski kras obsega sedem zavarovanih območij: 
- leta 2007 so bili vpisani Libo kras, Šilin kras in Wulong kras.[1]
- leta 2014 so bili vpisani Guilin kras, Šibing kras, Jinfošan kras in Huandžjang kras.[2]

UNESCO Južnokitajski kras opisuje kot »neprimerljivega glede raznolikosti kraških značilnosti in krajine.«

## Geološke značilnosti
Približno 13 % površine (več kot 1,25 milijona km²) območja Ljudske republike Kitajske tvorijo apnenčaste pokrajine. Od tega lahko okrog 500.000 km² označimo za kraške pokrajine. Te kraške pokrajine se pretežno nahajajo na jugu Kitajske, raztezajo se na približno 1380 km v smeri zahod-vzhod in približno 1010 km v smeri sever-jug in so večinoma v pokrajinah Junan, Guidžou in Guangši, v manjši meri pa tudi v Čongčjing, Sečuan, Hunan, Hubei in Guangdong lokalizirani. Pokrajine kažejo različne podnebne razmere (vlažno in polsuho, subtropsko in tropsko podnebje).
V geološkem smislu so apnenčasta tla, ki so ponekod debela tudi nekaj kilometrov, nastala na območju današnje južne Kitajske v obdobju od kambrijske do permske, tj. pred približno 540 do 250 milijoni let. Takrat je današnja južna Kitajska tvorila dno prvobitnega morja, v katerem so se nenehno odlagali karbonatni in silikatni sedimenti. To je nastalo kot rezultat tektonskih procesov plošč, ki so se začeli v triasu (pred 200 do 250 milijoni leti) in so privedli do postopnega dvigovanja Evrazijske plošče na tem območju in nastanka Himalaje v poznem terciarju (od 70 milijonov let pred sedanjostjo). Morje na območju južne Kitajske se je posušilo in nastala je kopenska masa pretežno iz apnenca, z višinskim naklonom približno 2000 metrov od severozahoda proti jugovzhodu. Pod vplivom erozije, ki jo povzročajo vreme (dež, veter,…) in drugi geološki procesi (vulkanizem itd.), So se sčasoma pojavile današnje izjemno raznolike kraške pokrajine s stolpastimi in stožčastimi kraškimi formacijami, kraškimi jamami, ponikalnicami itd.

## Vpis v Unescovo dediščino
Potem ko je Ljudska republika Kitajska sprva oddala sorazmerno neodvisne vloge za registracijo različnih kraških pokrajin v Unescovo svetovno dediščino, je kitajska vlada kasneje sledila strategiji registracije ustreznih kraških pokrajin na jugu Kitajske v več zaporednih fazah kot del skupne svetovne dediščine Kraške pokrajine na jugu Kitajske.
Kulturna posebnost nominiranih krajev je bila, da so večinoma v regijah, ki jih naseljujejo ljudstva narodnih manjšin (Šilin, Libo in drugi). Kitajski vladni uradniki so v nominaciji poudarili, da bodo pravice teh manjšin spoštovane in da bodo vključene v upravljanje in oblikovanje prihodnjih krajev svetovne dediščine. Poudarjena je bila tudi bogata biotska raznovrstnost nominiranih območij, v katerih je mogoče najti več redkih, strogo zaščitenih živalskih in rastlinskih vrst.

### Prva nominacija
V prvi fazi nominiranja je Ljudska republika Kitajska 16. januarja 2006 oddala vlogo za registracijo treh kraških pokrajin (kras Šilin v Junanu, Libo kras v Guidžou in Vulong Kras v Čongčingu) kot svetovno dediščino. Šilin in Libo sta sestavljala po dva, Vulong pa trije kraji.
Na svojem 31. srečanju v Christchurchu (Nova Zelandija) od 23. junija do 2. julija 2007 je Unescov odbor za svetovno dediščino vključil sedem kraških pokrajin, prijavljenih za Unescovo svetovno dediščino. Navedeni razlogi so bili merili (vii) in (viii). Hkrati je Unescov odbor predlagal, da se upošteva tudi merilo (ix).
| ID       | Ime in naselje                                           | Naselje, pokrajina | Koordinate                                      | Površina  | Buffer cona |
| -------- | -------------------------------------------------------- | ------------------ | ----------------------------------------------- | --------- | ----------- |
| 1248-001 | Šilin kras – Kamniti gozd Naigu 石林喀斯特-乃古石林      | Šilin, Junan       | 24°54′04″N 103°20′39″E / 24.90111°N 103.34417°E | 01.746 ha | 22.930 ha   |
| 1248-002 | Šilin kras – Kamniti gozd Suogejicun 石林喀斯特-所各邑村 | Šilin              | 24°43′4″N 103°20′39″E / 24.71778°N 103.34417°E  | 10.324 ha | 22.930 ha   |
| 1248-003 | Libo kras – Šiao-Čjikong 荔波喀斯特-小七孔               | Libo, Guidžou      | 25°16′38″N 107°42′51″E / 25.27722°N 107.71417°E | 07.834 ha | 43.498 ha   |
| 1248-004 | Libo kras – Dongduo 荔波喀斯特-洞多                      | Libo               | 25°13′8″N 107°59′31″E / 25.21889°N 107.99194°E  | 21.684 ha | 43.498 ha   |
| 1248-005 | Vulong kras – doline Čjingkou 武隆喀斯特-箐口天坑        | Vulong, Čongčing   | 29°33′28″N 107°59′10″E / 29.55778°N 107.98611°E | 01.246 ha | 32.000 ha   |
| 1248-006 | Vulong kras – Trije naravni mostovi 武隆喀斯特-天生三桥  | Vulong             | 29°24′35″N 107°53′28″E / 29.40972°N 107.89111°E | 02.202 ha | 32.000 ha   |
| 1248-007 | Vulong kras – Jama Furong 武隆喀斯特-芙蓉洞              | Wulong             | 29°12′28″N 107°53′28″E / 29.20778°N 107.89111°E | 02.552 ha | 32.000 ha   |
| Skupaj   | Skupaj                                                   | Skupaj             | Skupaj                                          | 47.588 ha | 98.428 ha   |

### Druga nominacija
V drugi fazi do leta 2012 so bili izmed 10 izbranih predvsem kraških pokrajin izbrani še štirje krasi (Guilin kras v Guangšiju, Šibiški kras v Guidžovu in Jinfošan kras v Čongčingu; poleg tega še Huandžiang kras v Guangšiju kot neposredna razširitev na Libo kras), ki jih je UNESCO 20. marca 2013 nominiral za kandidate za svetovno dediščino. V skladu z zahtevami Unesca so bile izbrane pokrajine, ki naj dopolnjujejo že registrirane krajine, tj. ne bi smeli natančno reproducirati njihovih značilnosti. Pristojni odbor je nominacijo pozitivno ocenil aprila 2014. Na svojem 38. zasedanju v Dohi (Katar) od 15. do 25. junija 2014 je Unescov odbor za svetovno dediščino prijavljene kraje uvrstil na seznam svetovne dediščine.
| ID       | Ime in naselje                                     | Naselje, pokrajina  | Koordinate                                      | Površina  | Buffer cona |
| -------- | -------------------------------------------------- | ------------------- | ----------------------------------------------- | --------- | ----------- |
| 1248-008 | Guilin kras – Putao-Fenglin 桂林喀斯特-葡萄峰林    | Jangšuo, Guangši    | 24°55′24″N 110°21′16″E / 24.92333°N 110.35444°E | 02.840 ha | 21.610 ha   |
| 1248-009 | Guilin kras – Lijiang-Fengcong 桂林喀斯特-漓江峰丛 | Jangšuo             | 25°00′08″N 110°27′32″E / 25.00222°N 110.45889°E | 22.544 ha | 23.070 ha   |
| 1248-010 | Šibing kras 施秉喀斯特                             | Šibing, Guidžou     | 27°10′16″N 108°05′40″E / 27.17111°N 108.09444°E | 10.280 ha | 18.015 ha   |
| 1248-011 | Džinfošan Kras 金佛山喀斯特                        | Nančuan, Čongčjing  | 29°00′30″N 107°11′59″E / 29.00833°N 107.19972°E | 06.744 ha | 10.675 ha   |
| 1248-012 | Huandžiang kras 环江喀斯特                         | Huandžiang, Guangši | 25°10′01″N 107°59′40″E / 25.16694°N 107.99444°E | 07.129 ha | 04430 ha    |
| Skupaj   | Skupaj                                             | Skupaj              | Skupaj                                          | 49.537 ha | 77.800 ha   |